# Trolleybus Rimini - Riccione
Le réseau de trolleybus de Rimini-Riccione compte deux lignes intercommunales desservant les villes de Rimini et Riccione en Italie, le long de la côte adriatique.

## Histoire
La ligne 11 a été instaurée le 1er janvier 1939. Elle fut confiée à la société Sogin - SITA de Florence qui mit en service les trolleybus Fiat 635F et 656F. SITA assura le service jusqu'en fin d'année 1959.
La gestion de la ligne baptisée 11 sera ensuite assurée, à partir de 1960, par la société de transports publics ATAM de Rimini. Durant cette période, le tronçon de ligne Rimini-Miramare portait le numéro 10, qui est devenue ensuite la ligne d'autobus Miramare-Foire, qui permettait aux trolleysbus de faire demi-tour à Miramare.
En 1992 la société ATAM devient TRAM Rimini et en 2001 se changera en TRAM Servizi.
Jusqu'au 2 novembre 1998, la tête de la ligne 11 à Rimini était située sur la très centrale place Tre Martiri, mais, à la suite de la création de la zone piétonne, les départs ont été déplacés sur le piazzale San Girolamo le long de la Via Dante Alighieri.
Depuis le 1er août 2001, le dernier arrêt de la ligne dessert les Thermes de Riccione sur le piazzale Marinai d'Italia.
Un nouveau système de transport en site propre est prévu pour 2010, ce qui devrait améliorer encore la qualité du service sur cette ligne ce qui permettra de supprimer le point noir que représente le passage sous la voie ferrée, près de la gare de Rimini, qui est un passage avec un virage très serré et une hauteur libre insuffisante ce qui oblige à avancer au ralenti avec les cannes de prise de courant quasiment à plat.

## Ligne 11
La ligne de trolleybus Rimini-Riccione, longue de plus de 12 km, revêt une importance capitale dans le système des transports publics du secteur, notamment en haute saison d'été où le trafic routier est considérable.
La société TRAM Servizi assure le transport des personnes avec des trolleybus Mauri B59 Ansaldo datant de la fin des années 1970, mais renforce souvent avec des bus simples ou articulés de la gamme Iveco Bus et Irisbus.
Pour remplacer ses trolleybus vieillissants, Tram Servizi a lancé un appel d'offres en 2007 pour l'achat de 7 nouveaux véhicules. VanHool va devoir livrer les 4 premiers exemplaires en 2009.

## Metromare
Le Metromare, connu sous le nom de Trasporto Rapido Costiero (TRC), est un système de transport par trolleybus de type bus à haut niveau de service. Il relie la gare de Rimini à la gare de Riccione. Le temps de trajet des trolleybus entre les deux terminaux (distants de 9,768 km) est de 23 minutes, avec une fréquence de passage toutes les 15–30 minutes.
La première section de trolleybus a été construite de 2012 à 2018. Dans une phase ultérieure, les travaux iront jusqu'à la foire de Rimini, et une extension jusqu'à la gare de Santarcangelo di Romagna et une liaison avec la ville de Cattolica sont à l'étude.